# ادوارد آگری-فین
ادوارد آگری-فین (انگلیسی: Edward Aggrey-Fynn; ۲۴ نوامبر ۱۹۳۴ – ژانویه ۲۰۰۵) بازیکن فوتبال اهل غنا بود.
از باشگاه‌هایی که در آن بازی کرده‌است می‌توان به باشگاه ورزشی هارتس آف اوک اشاره کرد.
وی همچنین در تیم ملی فوتبال غنا بازی کرده‌است.